# Comuna Sokolivka, Jîdaciv
Sokolivka (în ucraineană Соколівка) este o comună în raionul Jîdaciv, regiunea Liov, Ucraina, formată din satele Hodorkivți, Kolohorî, Peatnîceanî, Seniv și Sokolivka (reședința).

## Demografie
Componența lingvistică a comunei Sokolivka
     Ucraineană (99,67%)
     Alte limbi (0,33%)
Conform recensământului din 2001, majoritatea populației comunei Sokolivka era vorbitoare de ucraineană (99,67%), existând în minoritate și vorbitori de alte limbi.